# Mono (software)
 For alternative betydninger, se Mono (flertydig). (Se også artikler, som begynder med Mono)
Mono er et open source-tiltag for at skabe et frit udviklingsmiljø for .NET-udviklere, der ellers er begrænsede i deres valg af operativsystem til Microsoft Windows. Mono er designet som en multiplatforms-applikation og kører på flere Unix-varianter, heriblandt Linux, Solaris og Mac OS X. Mono bliver støttet økonomisk af Novell. Microsoft har brugt ECMA til at udvikle standarder for .NET og Mono stiler efter en fuldstændig overholdelse af disse. Mange .NET-udviklere betragter mange af de ressourcer Microsoft stiller til rådighed som en del af .NET-frameworket og disse features kan Mono med stor sandsynlighed aldrig implementere, og der vil derfor eksistere forskelle mellem de to udviklingsmiljøer, se senere afsnit.
Mono er ikke begrænset til et fast antal programmeringssprog. I stedet er det muligt at designe en oversætter fra et givet sprog a til CLI og tilpasse det i Mono-miljøet. På den måde er det muligt at udvikle .NET-applikationer i a. Mono understøtter en større mængde programmeringssprog (se listen nedenfor).

## Forskelle i udviklingsmiljøer
Standardiseringen foretaget af ECMA så tidligt i processen har været med til at minimere de forskelle, der er mellem Mono-projektet og Microsoft .NET. Microsoft har valgt at binde deres .NET med en intern måde at designe GUI-applikationer på, kaldet Windows.Forms. Mono har i stedet valgt at binde deres miljø med GTK. GTK og Windows.Forms er ikke kompatible.
Visse dele af Mono-udviklingsholdet er i færd med udvikling, der skal gøre Mono kompatibelt med Window.Forms, men idet Window.Forms er bundet tæt med underliggende Windows-funktionalitet er det ikke sikkert det er muligt at emulere den opførsel.

## Programmeringssprog
Mono er, som tidligere nævnt, ikke bundet til en fast række programmeringssprog, men kan understøtte enhver oversætter, der oversætter til CLI. Følgende er en liste over de nuværerende understøttede sprog:
- C#
- Java
- Boo
- Nemerle
- Visual Basic.NET
- Python
- Javascript
- Oberon
- PHP
- Object Pascal
- LSL